# Тепленічев Олександр Іванович
Олександр Іванович Тепленічев (3 лютого 1937, село 2-й Большой Двор Череповецького району Вологодської області, тепер Російська Федерація) — радянський діяч, секретар парткому Новолипецького металургійного комбінату імені Андропова Липецької області, член Секретаріату ЦК КПРС. Член ЦК КПРС у 1990—1991 роках.

## Життєпис
Народився в родині колгоспників. У 1956 році закінчив Моздоцький елеваторний технікум Північно-Осетинської АРСР.
У 1956 році працював завідувачем лабораторії Верещагинської контори «Заготзерно» Молотовської (Пермської) області.
З 1956 по 1959 рік служив стрільцем-радистом у військово-повітряних силах Радянської армії.
У 1960—1967 роках — підручний розливника, розливник, старший розливник мартенівського цеху Череповецького металургійного заводу Вологодської області.
Член КПРС з 1964 року.
У 1967—1972 роках — розливник, старший розливник, майстер розливки конверторного цеху Новолипецького металургійного заводу Липецької області.
У 1972 році закінчив Липецький філіал Московського інституту сталі і сплавів.
У 1972—1975 роках — секретар партійного комітету цеху, заступник секретаря партійного комітету Новолипецького металургійного заводу Липецької області.
У 1975—1991 роках — секретар партійного комітету Новолипецького металургійного заводу (з 1983 року — металургійного комбінату імені Андропова) Липецької області.
14 липня 1990 — 23 серпня 1991 року — член Секретаріату ЦК КПРС.
З 1991 року керував підсобним агропромисловим господарством Новолипецького металургійного комбінату Липецької області, працював у комерційних структурах. Потім — на пенсії.

## Нагороди і звання
- орден Жовтневої Революції
- орден «Знак Пошани»
- медалі
- лауреат премії Ленінського комсомолу
- Почесний металург Російської Федерації
- Почесний громадянин міста Липецька (2005)